# Thomas Hodgkin (historiker)
 For alternative betydninger, se Thomas Hodgkin. (Se også artikler, som begynder med Thomas Hodgkin)
Thomas Hodgkin (født 29. juli 1831, død 2. marts 1913), var en britisk historiker, søn af John Hodgkin (1800-1875), og Elizabeth Howard (datter af Luke Howard). Han giftede sig I år 1861 med Lucy Ann (1841-1934) (datter af Alfred Fox) med hvem han fik seks børn, tre drenge og tre piger.
Thomas Hodgkin kom fra en kvækerfamilie og fik sid tidlige uddannelse i en kvækerskole. Efterfølgende fik han en bachelor på University of London og blev partner i en bankhus, Hodgkin, Barnett, Pease and Spence, i Newcastle-upon-Tyne, som senere blev fusioneret med Lloyds Bank.
Ved siden af sit arbejde som bankmand, brugte Hodgkin en god portion tid på hans historiske studier, og blev snart en ledende autoritet i perioden omkring den tidlige middelalder.

## Udgivelser, udvalgt
- Italy and her Invaders (8 vols., Oxford, 1880-1899)
- The Dynasty of Theodosius (Oxford, 1889)
- Theodoric the Goth (London, 1891)[3]
- An introduction to the Letters of Cassiodorus: being a condensed translation of the Variae Epistolae of Magnus Aurelius Cassiodorus, Senator (London, 1886).[4]
- Life of Charles the Great (London, 1897)
- Life of George Fox (Boston, 1896)

## References
1. ↑  ODNB- Article by G. H. Martin, Hodgkin, Thomas (1831-1913), Oxford Dictionary of National Biography, 2004, accessed 15 Nov 2006. (engelsk)
2. ↑  ODNB Article by Christopher Hilton, Hodgkin, John (1800-1875), Oxford Dictionary of National Biography, 2004, accessed 15 Nov 2006
3. ↑  Theodoric the Goth is available at Project Gutenberg (accessed 30 November 2007)
4. ↑  Letters of Cassiodorus is available at Project Gutenberg (accessed 30 November 2007)